# صندفا
قرية صندفا هي إحدى القرى التابعة لمركز بني مزار بمحافظة المنيا في جمهورية مصر العربية. حسب إحصاءات سنة 2006، بلغ إجمالي السكان في صندفا 15560 نسمة، منهم 7588 رجلا و7972 امرأة.